# Карасу, Бильге
Бильге Карасу (тур. Bilge Karasu, 1930, Стамбул — 14 июля 1995, Анкара) — турецкий писатель и переводчик. Перевёл на турецкий язык произведение Дейвида Лоренса «The Man Who Died».

## Биография
Родился в Стамбуле. Окончил Стамбульский университет. Работал в Главном управлении по делам печати и туризма, на Анкарском радио. В 1953—1962 годах печатал рассказы в различных журналах. В 1963 году был опубликован первый сборник рассказов Карасу.
В 1963—1964 годах проходил стажировку в Европе, выиграв стипендию фонда Рокфеллера. С 1974 года и до конца жизни преподавал в университете Хаджеттепе.
В раннем периоде творчества Карасу прослеживается влияние экзистенциализма. В 1970—1980-х годах обратился к социально-психологической тематике. В середине 1980-х — к постмодернизму.
После смерти Бильге Карасу было издано его полное собрание сочинений. Также была издана книга «Бильге Карасу среди нас» (тур. Bilge Karasu Aramızda), в которую вошли воспоминания друзей писателя.

## Произведения

### Сборники рассказов
- В Трое была смерть / Troya’da Ölüm Vardı (1963)
- Вечер одного долгого дня / Uzun Sürmüş Bir Günün Akşamı (1970)
- Сад умерших котов / Göçmüş Kediler Bahçesi (1980)
- Буфет счастья / Kısmet Büfesi (1982)

### Романы
- Ночь / Gece (1985)
- Проводник / Kılavuz (1990)

### Эссе
- Ни без книг, ни без кошек / Ne Kitapsız Ne Kedisiz (1994)
- Газель гранату и инжиру / Narla İncire Gazel (1995)

## Произведения, изданные на русском языке
- Бильге Карасу. Сад умерших котов. — СПб.: Амфора, 2010. — 318 с. — ISBN 978-5-367-01247-7.